# Аліош
Аліош (рум. Alioș) — село у повіті Тіміш в Румунії. Входить до складу комуни Машлок.
Село розташоване на відстані 401 км на північний захід від Бухареста, 37 км на північний схід від Тімішоари.

## Населення
За даними перепису населення 2002 року у селі проживали 953 особи.
Національний склад населення села:
| Національність | Кількість осіб | Відсоток |
| -------------- | -------------- | -------- |
| румуни         | 904            | 94,9%    |
| цигани         | 32             | 3,4%     |
| угорці         | 8              | 0,8%     |
| німці          | 6              | 0,6%     |

Рідною мовою назвали:
| Мова      | Кількість осіб | Відсоток |
| --------- | -------------- | -------- |
| румунська | 935            | 98,1%    |
| угорська  | 8              | 0,8%     |
| німецька  | 5              | 0,5%     |